# Comitè Econòmic i Social Europeu
El Comitè Econòmic i Social Europeu (CESE) és una institució de la Unió Europea (UE) creada pel Tractat de Roma l'any 1957 amb la finalitat de representar els interessos dels diferents grups econòmics i socials de la Unió.
Té la seu central a la ciutat de Brussel·les (Bèlgica)

## Funció
El Comitè és consultat –preceptivament– en els casos previstos en els Tractats de la Unió Europea, així com en tots aquells altres que aquestes institucions ho estimin oportú: com mercat interior, educació, protecció dels consumidors, medi ambient, desenvolupament regional i àmbit social. El Comitè pot també rebre d'una de les institucions de la mateixa UE l'encàrrec d'emetre un dictamen de caràcter exploratori, i té la facultat d'emetre dictàmens per pròpia iniciativa (el 15% aproximadament dels seus dictàmens són d'aquest tipus). Actualment, el Comitè aprova, de mitjana, uns 150 dictàmens cada any sobre temes molt diversos relatius a la construcció europea. Per tant, participa activament en el procés d'elaboració de les polítiques i de preparació de les decisions comunitàries.
El CESE té dues comeses més: 
- Facilitar una major adhesió i participació de la societat civil organitzada en relació amb el projecte europeu, tant a nivell nacional com d'Europa
- Reforçar el paper de la societat civil organitzada en els països o grups geogràfics no comunitaris, en els quals desenvolupa un diàleg estructurat amb les organitzacions de la societat civil, i fomentar la creació d'estructures consultives inspirades en el seu propi model: en els països candidats a l'adhesió a la UE, països associats mediterranis, Estats d'Àfrica, Carib i Pacífic, Índia, Xina, el Mercosur i el Brasil.

D'aquesta manera, i gràcies al CESE, la construcció europea no és obra únicament de les institucions europees i dels polítics, sinó també dels ciutadans organitzats que participen en la vida econòmica, social i cívica dels seus respectius països.
De forma general estableix estrets vincles de relació amb el Comitè de les Regions.

## Composició
El CESE està compost de 329 membres, repartits en tres grups: el Grup d'Empresaris, el de Treballadors i el d'Activitats Diverses. Aquest últim està format per representants de sectors de la vida econòmica i social distints dels dos primers, com per exemple organitzacions d'artesans, d'agricultors, de pime, de professions liberals, comunitat científica i pedagògica, de consumidors i de defensors del medi ambient, organitzacions de l'economia social (cooperatives i mútues), associacions familiars i de lluita contra les minusvalideses i l'exclusió, associacions d'interès general (ONG), etc.
Aquesta composició no és estàtica; evoluciona amb cada renovació quatrienal del Comitè a fi de reflectir tan bé com sigui possible l'evolució de la societat civil organitzada en cadascun dels Estats membres de la Unió.
| Nombre de membres | Estats                                                                        |
| 24                | Alemanya França Itàlia                                                        |
| 21                | Espanya Polònia                                                               |
| 15                | Romania                                                                       |
| 12                | Bèlgica Bulgària Grècia Països Baixos Àustria Portugal Suècia Hongria Txèquia |
| 9                 | Dinamarca Finlàndia Irlanda Lituània Eslovàquia Croàcia                       |
| 7                 | Letònia Eslovènia                                                             |
| 6                 | Estònia Luxemburg Xipre                                                       |
| 5                 | Malta                                                                         |

## Nomenament
Els membres del CESE es denominen "consellers" i són nomenats pel Consell de Ministres de la Unió Europea per a un període de quatre anys, a partir de les designacions que presenten els Estats membres d'acord amb les propostes de les organitzacions de la societat civil amb representació a nivell nacional. El seu mandat és renovable.
Per regla general, els consellers no fixen la seva seu a Brussel·les per a ocupar el seu mandat, sinó que segueixen exercint la seva activitat professional en els països respectius. No perceben cap remuneració per la seva activitat, encara que si dietes de viatge i de reunió, la quantia de la qual és fixada pel Consell.